# Federal Assault Weapons Ban
Pour les articles homonymes, voir Afrikaner et AWB.

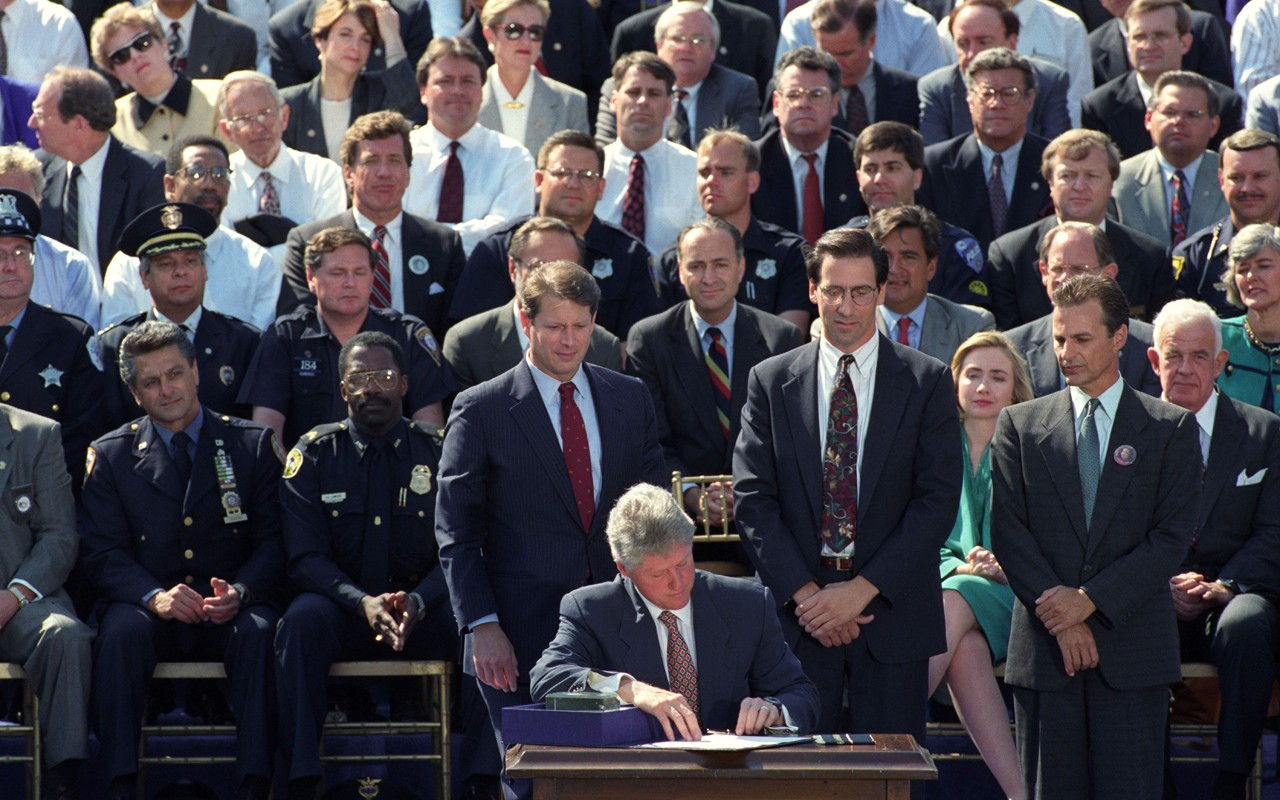
Signature de la nouvelle loi pour les armes d'assaut aux États-unis

Federal Assault Weapons Ban (AWB), officiellement le Public Safety and Recreational Firearms Use Protection Act, est une subdivision du Violent Crime Control and Law Enforcement Act, loi du Congrès des États-Unis. La loi est signée le 13 septembre 1994 par le président Bill Clinton, une importante loi de la législation sur les armes d'assaut aux États-Unis, après une longue lutte contre la National Rifle Association of America.
Le 23 mars 2021, le président Joe Biden propose une nouvelle loi contre les armes d’assaut après les fusillades d'Atlanta (8 morts) et de Boulder (10 morts) qui se sont produites à moins d'une semaine d'intervalle.